# USS Bristol (DD-453)
«Бри́столь» (англ. USS Bristol (DD-453) — військовий корабель, ескадрений міноносець типу «Глівз» військово-морських сил США за часів Другої світової війни.
«Бристоль» був закладений 20 грудня 1940 року на верфі компанії Federal Shipbuilding and Drydock Company в Карні, де 25 липня 1941 року корабель спустили на воду. 22 жовтня 1941 року він увійшов до складу ВМС США.
Есмінець брав участь у бойових діях на морі в Другій світовій війні, бився в Північній Атлантиці та в Середземному морі, супроводжував атлантичні конвої. За бойові заслуги в ході війни корабель відзначений трьома бойовими нагородами.

## Історія служби
У липні — вересні 1943 року корабель брав участь в операції «Хаскі» і висадці в Салерно. 11 вересня 1943 року «Бристоль» врятував 70 вцілілих з торпедованого есмінця «Рован». Виконуючи бомбардування берега під час тієї ж операції, він знищив озброєний потяг ВМС Італії (італ. «treno armato») T.A. 76/2/T навколо порту Ліката.
О 04:30 13 жовтня 1943 року під час супроводу конвою до Орану «Бристоль» був уражений з лівого борту в носове машинне відділення однією торпедою з підводного човна U-371 під командуванням Вальдемара Меля. «Бристоль» розірвало навпіл одним вибухом. Пожежа не виникла, але пара, електроенергія та зв'язок були втрачені, і екіпажу довелося залишити корабель. Через вісім хвилин після вибуху затонула кормова частина, а через чотири хвилини — носова. «Бристоль» втратив 52 члени екіпажу; тих, хто вижив, врятували ескадрені міноносці «Тріппе» і «Вейнрайт».